# 韓進集團

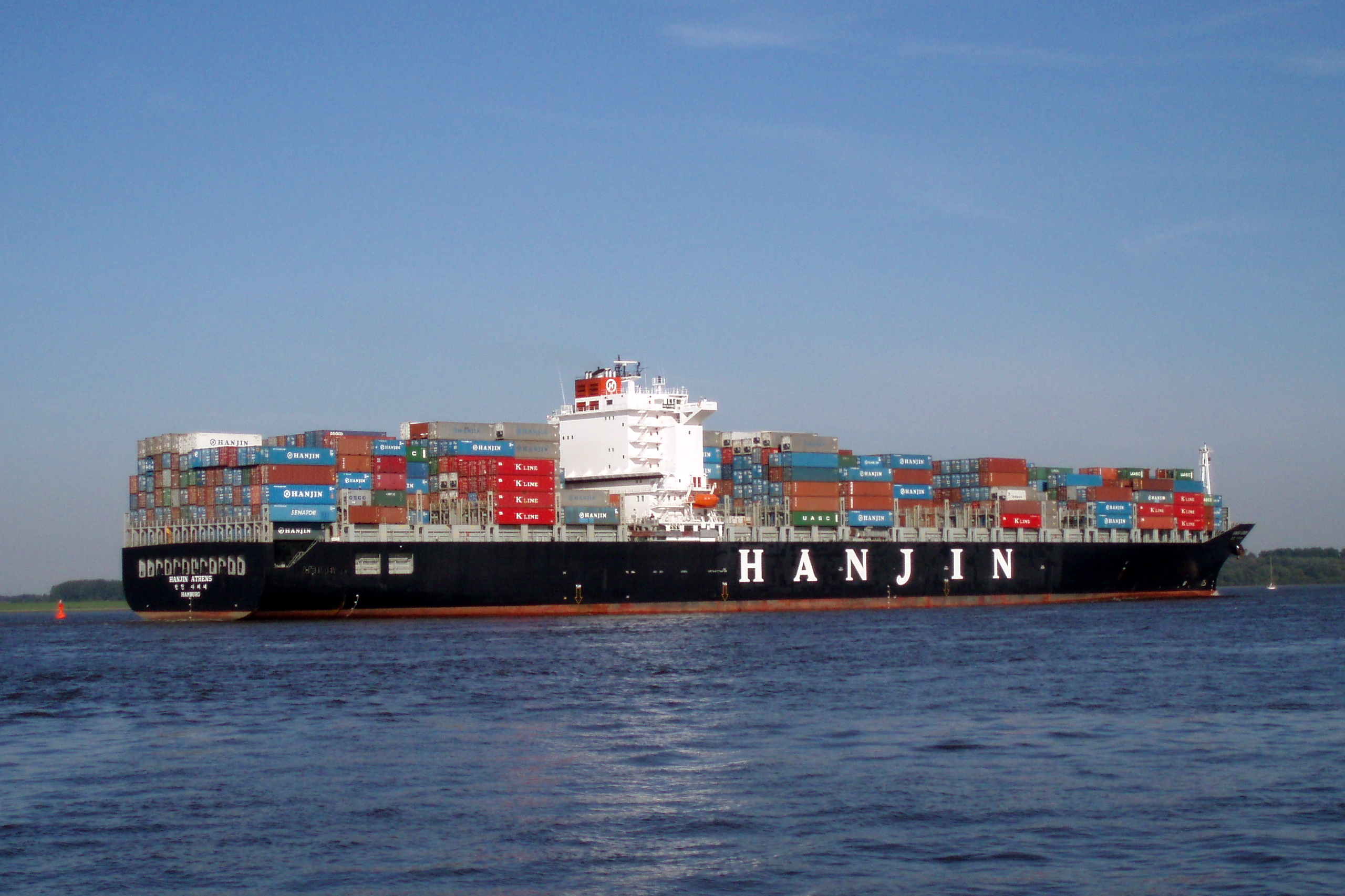
韩进貨櫃船

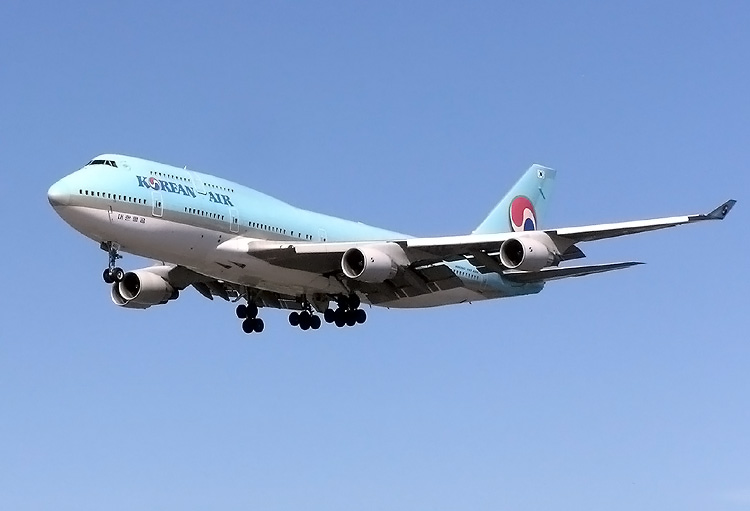
大韩航空波音747客机

韩进集团（韓語：한진그룹）是家国际物流运输集团公司，总部位于首尔。韩进集团创立于1945年，曾是韓國最大的海運物流运输公司之一，也是财富世界500强企业之一。
韩进集团曾拥有遍布世界各大主要港口的貨櫃船隊，後海運事業破產，現仍擁有空中航线和物流網路。。
韩进集团旗下的韩进海运曾是全球第7大海運集團。1969年收购的大韩航空是韩国最大的航空公司。
2014年12月5日，其旗下大韓航空發生大韓航空堅果返航事件。
2016年8月31日，其旗下韩进海运公司在举行的理事会会议上决定向首尔中央地方法院申请法定管理（指对频临倒闭的企业，由法院指定第三者管理），2017年2月17日，韓國法院宣布將韓進旗下韓進海運破產，餘下資產清算後逐步拍賣，其原先韓國第一大的地位也將由現代航運取代。